# Павлово (Череповецкий район)
Павлово — деревня в Череповецком районе Вологодской области.
Входит в состав Ягановского сельского поселения, с точки зрения административно-территориального деления — в Ягановский сельсовет.
Расстояние по автодороге до районного центра Череповца — 40 км, до центра муниципального образования Яганово — 10 км. Ближайшие населённые пункты — Угрюмово, Горка, Умлянда.
По переписи 2002 года население — 35 человек (15 мужчин, 20 женщин). Преобладающая национальность — русские (97 %).